# اواینو

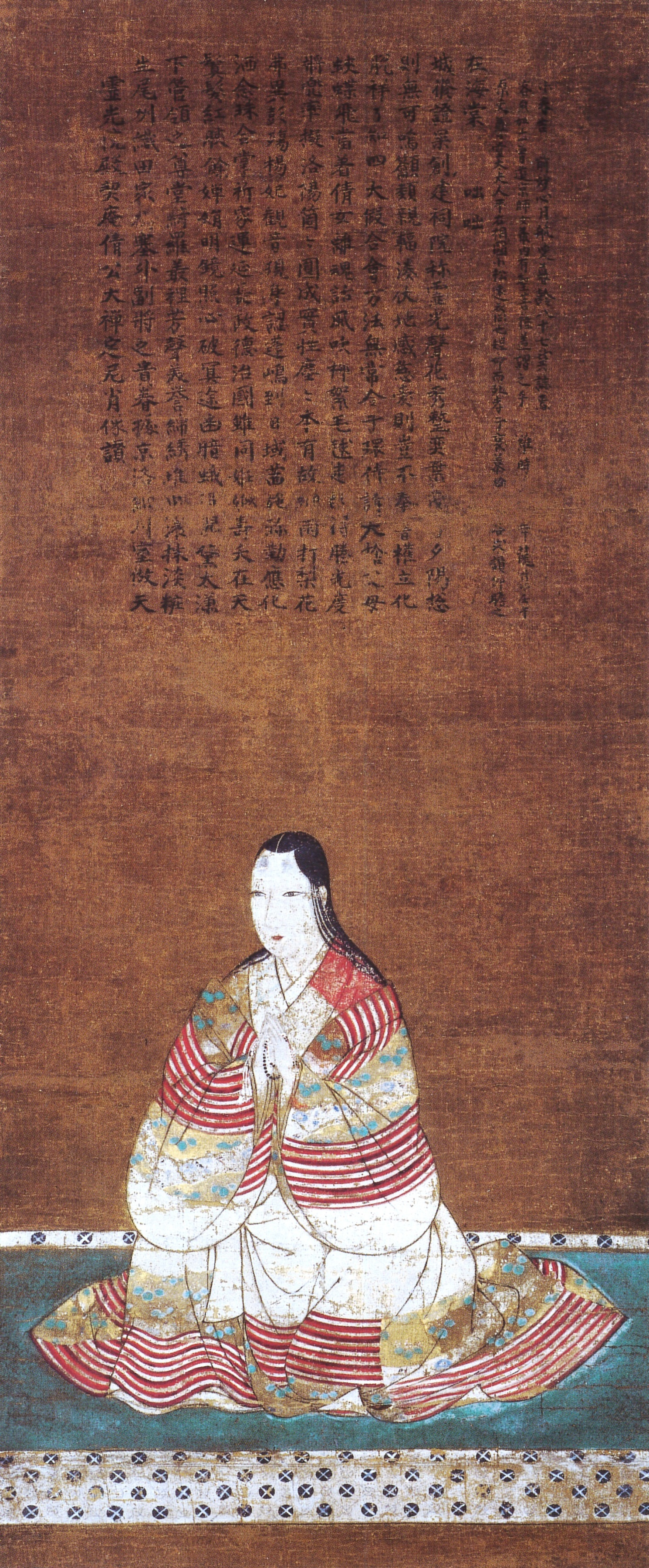

اواینو، اواینو نو کاتا (به ژاپنی: お犬の方 おいぬのかた) (تولد؟ –مرگ ۱۵۸۲ میلادی) خواهر اودا نوبوناگا و اوایچی بود. مادر او دوتا گوزن نام داشت. او ابتدا با ساجی نوبوکاتا ازدواج کرد اما در سال ۱۵۷۴ شوهر او در شورش میکاوا-ایکو-ایکی  کشته شد. فرزندان پسر او از این ازدواج ساجی کازوناری و ناکاگاوا هیده‌یاسو نام داشتند. اواینو پس از مرگ شوهر اولش  با هوسوکاوا آکی‌موتو ازدواج کرد.